# 祝融
祝融（しゅくゆう）は、中国神話の火の神。

## 概説
炎帝の子孫とされ、火を司る 。そのため火災にあう事を「祝融に遇う」と言う場合がある。女媧が破損した天を補修し、地上に平和をもたらしたあと、江水に降って来たとされる。
『山海経』の「海外南経」によると、祝融は南の神であり、その姿は獣身人面であるという。
『史記』の「三皇本紀」によると、祝融は共工と戦ってこれに勝ったが、その際に共工は不周山に頭を激突させたという。
『墨子』の「非攻（下）」によると、天帝の命令を受けた祝融が、商の成湯が夏を滅ぼす際に夏の都城に火を降らせたという:313。
また、『山海経』の「海内経」によると、天帝に許可を得ずに洪水を防いだ鯀を、天帝の命令を受けた祝融が殺したという。

## 火の神以外の祝融
『史記』では五帝時代の官名とされる。
小説『通俗二十一史』では登場人物の一人であり、人皇によって諸侯に封じられており、女皇（女媧）によって康回（共工）討伐のために召し出され、その任を果たしている。
また、小説『三国志演義』の登場人物、祝融夫人・帯来洞主姉弟は、祝融の末裔と言及されている。
2021年に火星に到達した中華人民共和国の火星探査機である天問1号の地上探査車は、祝融にちなんで祝融号と命名された。